# Бичков Олександр Анатолійович
Олександр Анатолійович Бичков (нар. 24 лютого 1983, Одеса, УРСР) — український футболіст, півзахисник одеського клубу «Реал Фарма».

## Життєпис
Вихованець клубу «Юнга-Чорне море» (Одеса), кольори якого захищав у юніорських чемпіонатах України (ДЮФЛУ). У 2001 році розпочав футбольну кар'єру в молдовському клубі «Конструкторул», який наступного сезону змінив назву на ФК «Тирасполь». Під час зимової перерви сезону 2003/04 років перейшов до тираспольського «Шерифу». Взимку 2006 року повернувся до ФК «Тирасполя». На початку 2008 року підсилив склад ФК «Полтави». У сезоні 2009/10 років зіграв по одному матчі до початку та після завершення чемпіонату України в складі клубу «Динамо» (Бендери). Під час зимової перерви сезону 2011/12 років залишив полтавський клуб. Влітку 2012 року став гравцем хмельницького «Динамо». Влітку 2013 року перейшов до овідіопольського клубу «Реал Фарма».

## Досягнення
- Національний дивізіон
  -  Чемпіон (2): 2003-04, 2004-05
  -  Бронзовий призер (1): 2005-06

- Кубок Молдови
  -  Фіналіст (1): 2003-04

- Суперкубок Молдови
  -  Володар (2): 2004, 2005

- Друга ліга чемпіонату України
  -  Срібний призер (1): 2012